# Cosmos FC
El Fútbol Club Cosmos ND o como popularmente se conoce Cosmos Fútbol Club es un equipo de fútbol panameño, de la ciudad de Antón, Provincia de Coclé. Actualmente juega en la Liga de Fútbol Nacional (tercera división) a nivel amateur.

## Historia
Fue fundado en la ciudad de Coclé en la región de Antón y han jugado en la Liga de Fútbol de Panamá, aunque su última temporada en la misma fue la del 1996/97, temporada en la que terminaron en último lugar e iniciaron su caída libre hasta el nivel amateur de Panamá. También cuenta con una sección de fútbol femenil, la cual ha tenido mejor suerte.
A nivel internacional han participado en un torneo continental, en la Copa de Campeones de la Concacaf 1996, en la cual fueron eliminados en la primera ronda centroamericana ante el CSD Comunicaciones de Guatemala.

### Ascenso a Tercera División
Clasificó junto a Limite FC para representar a la Liga Provincial de Coclé para la edición inaugural de la Liga de Fútbol Nacional 2023-24, formando parte de la Conferencia Este (Zona Sur), llegando en su primera partición hasta las semifinales de conferencia cayendo derrotado 4-2 contra el Olympic Colón FC.

## Participación en competiciones de la Concacaf
| Temporada | Torneo                           | Ronda           | Club               | Casa | Visita | Global |
| --------- | -------------------------------- | --------------- | ------------------ | ---- | ------ | ------ |
| 1996      | Copa de Campeones de la Concacaf | 1ª ronda Centro | CSD Comunicaciones | 0-2  | 0-4    | 0-6    |

## Palmarés

### Torneos nacionales
- Subcampeón de la LINFUNA (1): 1994